# Fyllingsdal-Tunnel
Der Fyllingsdal-Tunnel (norwegisch Fyllingsdalstunellen) in der norwegischen Stadt Bergen ist ein 2900 Meter langer Tunnel, der überwiegend Fußgängern und Radfahrern dient. Er durchquert den 477 Meter hohen Berg Løvstakken.

## Beschreibung
Ursprünglich war das Bauwerk als reiner Rettungstunnel für die parallel verlaufende und teilweise untertunnelte Strecke der am 18. November 2022 eröffneten Linie 2 der Stadtbahn Bergen von Kristianborg zum Einkaufszentrum Oasen gedacht. Der Tunnel wurde dann jedoch auch für Fußgänger und Radfahrer ausgelegt. Die Sprengarbeiten begannen im März 2019. Der Tunnel wurde am 15. April 2023 eröffnet.

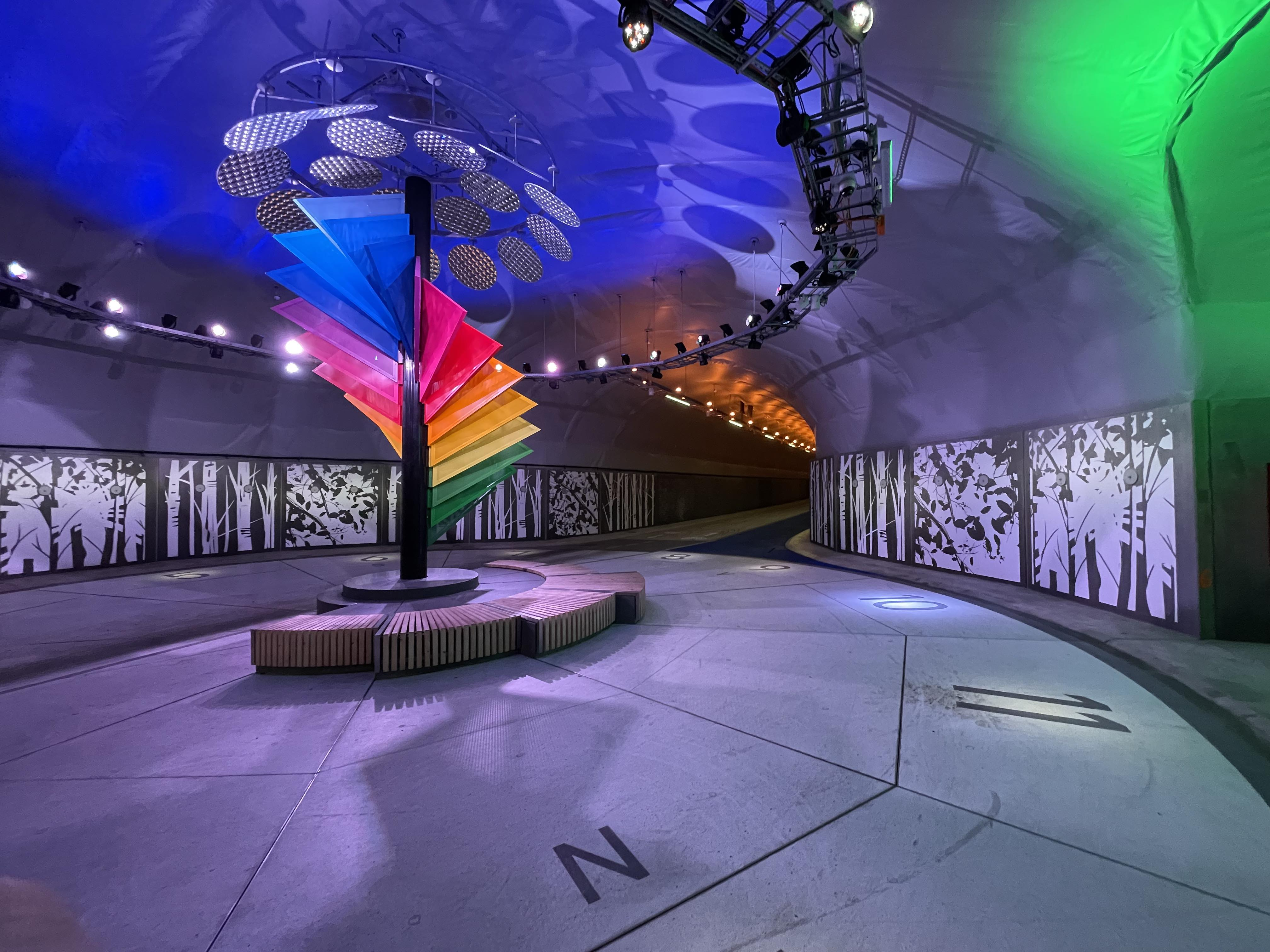
Skulptur „Soluret“

Der sechs Meter breite Tunnel hat einen 3,5 Meter breiten Radstreifen und einen 2,5 Meter breiten blauen Fußgängerstreifen, der mit stoßdämpfendem Tartan-Material ausgelegt wurde.
Der Tunnel wurde mit Nothaltebuchten, Rastplätzen und alle 250 Meter mit Notrufsäulen ausgestattet und wird kameraüberwacht. Über Lautsprecher sind Durchsagen möglich. Mit 7 Grad Celsius hält er eine konstante Temperatur. Zudem sorgt unterschiedlich farbige Beleuchtung für bessere Orientierung. Der Tunnel verfügt auch über Kunstinstallationen. So befindet sich in seiner Mitte die Skulptur „Soluret“ („Die Sonnenuhr“), welche die aktuelle Uhrzeit anzeigt. Um das Kunstwerk herum sind Sitzbänke installiert.
Durch den Tunnel verkürzt sich die Wegstrecke vom Bergener Stadtteil Fyllingsdalen zur Innenstadt um rund 5,5 Kilometer.
Der Tunnel ist Teil des acht Kilometer langen neuen Fuß- und Radwegs zwischen Fyllingsdalen und dem Zentrum von Bergen. Dieser Radweg folgt der Stadtbahnstrecke und führt auch durch den alten, 475 Meter langen Eisenbahntunnel bei Kronstad, der vor 100 Jahren Teil der Bergenbahn war.